# تیم ملی فوتبال آلمان شرقی
تیم ملی فوتبال آلمان شرقی نماینده کشور آلمان شرقی در سال‌های ۱۹۵۲ تا ۱۹۹۰ میلادی بوده‌است.
این تیم پس از اتحاد آلمان منحل و با نام تیم ملی فوتبال آلمان در مسابقات حاضر شد.

## جام جهانی
- جام جهانی فوتبال ۱۹۵۰ -  شرکت نکرده
- جام جهانی فوتبال ۱۹۵۴ -  شرکت نکرده
- جام جهانی فوتبال ۱۹۵۸ تا جام جهانی فوتبال ۱۹۷۰ -  عدم انتخاب در مرحله مقدماتی
- جام جهانی فوتبال ۱۹۷۴ - مرحله دوم
- جام جهانی فوتبال ۱۹۷۸ تا جام جهانی فوتبال ۱۹۹۰ -  عدم انتخاب در مرحله مقدماتی

## مسابقات اروپایی
- ۱۹۶۰ تا ۱۹۸۸ -  عدم انتخاب در مرحله مقدماتی
- ۱۹۹۲ -  انصراف در مرحله مقدماتی